# 구스타프 묄러

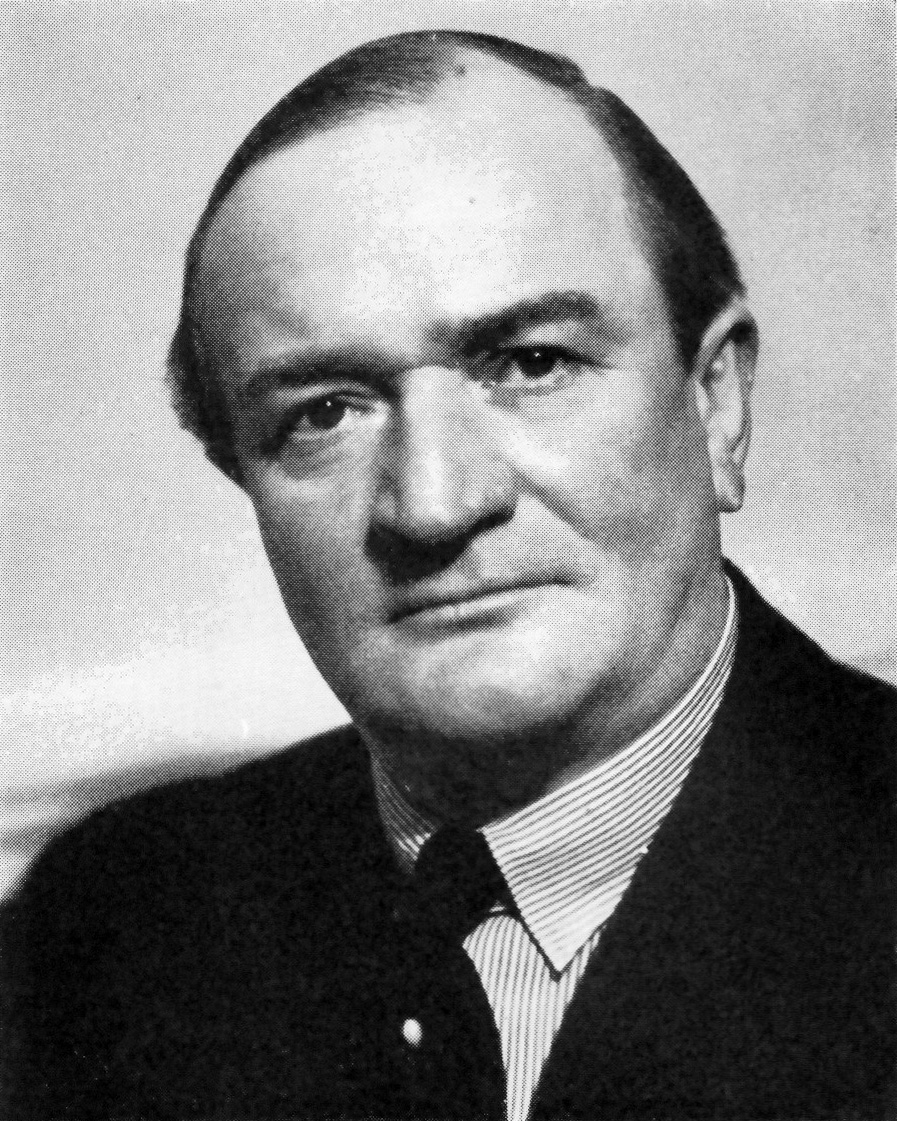
구스타브 묄러

구스타프 뮐러(스웨덴어: Gustav Möller, 1884년 ~ 1970년)는 스웨덴의 사회보장 제도와 복지 국가의 기틀을 마련한 정치인이다.
말뫼의 가난한 가정에서 태어났으며 회계 교육을 받았지만 이후 노동운동에 투신했다.
스웨덴 사회민주노동자당에서 정치 활동을 했으며, 보건사회부 장관(1924년 ~ 1926년, 1932년 ~ 1938년), 통상부 장관(1938년 ~ 1939년), 보건사회부 장관(1939년 ~ 1951년)을 역임했으며 이때 복지 정책의 근간을 마련했다고 평가받는다.
페르 알빈 한손의 뒤를 이어 사회민주노동자당의 당수를 지냈으며, 후임은 타게 엘란데르다.
정계를 은퇴한 후 1970년 스톡홀름에서 죽었다.
"세금을 낭비하는 것은 국민들에게서 도적질 하는 것이다."는 말을 남겼다.